# Albrae
Albrae es un área no incorporada ubicada en el condado de Alameda en el estado estadounidense de California.

## Geografía
Albrae se encuentra ubicada en las coordenadas 37°29′44″N 121°59′22″O / 37.49556, -121.98944.